# 큐대
큐대(영어: cue)는 당구에서 플레이어가 공을 치는 데 사용되는 막대 모양의 도구이다.